# Daniel-Paul Chappuzeau de Baugé
Daniel-Paul Chappuzeau de Baugé, né à Lyon vers 1660 et mort en juillet 1729, est un fonctionnaire et librettiste français.

## Aperçu biographique
Fils d’un ministre de la religion protestante, Chappuzeau abjura le calvinisme et prit le petit collet avant d’abandonner l’habit ecclésiastique. Il s’essaya alors à l’écriture, notamment en donnant les paroles de Coronis, pastorale héroïque, représentée par l’Académie royale de musique, le 23 mars 1691, sur une musique de Théobalde.
Après s’être marié, il fut admis, par le crédit de la famille de sa femme, dans plusieurs sous-fermes, qui lui rapportèrent une fortune assez considérable pour lui faciliter l’acquisition d’une charge de secrétaire du Roi, dans laquelle il fut reçu le 18 septembre 1693.

## Source
- Antoine de Léris, Dictionnaire portatif, historique et littéraire des théâtres, t. 3, Paris, C. A. Jombert, p. 510.